# Моисеев, Николай Матвеевич
Никола́й Матве́евич Моисе́ев (9 мая 1901, дер. Осека, Новгородская губерния — 8 октября 1979, Нальчик) — ефрейтор Рабоче-крестьянской Красной Армии, участник Великой Отечественной войны, Герой Советского Союза (1944).

## Биография
Николай Моисеев родился 9 мая 1901 года в деревне Осека (ныне — Кадуйский район Вологодской области). После окончания неполной средней школы работал в пожарной охране. В 1918—1922 годах проходил службу в Рабоче-крестьянской Красной Армии. Демобилизовавшись, проживал в Североуральске и Ивделе, работал в лесной промышленности. В 1942 году Моисеев был призван на службу в Рабоче-крестьянскую Красную Армию. С мая 1943 года — на фронтах Великой Отечественной войны. В боях три раза был ранен и контужен.
К сентябрю 1943 года гвардии ефрейтор Николай Моисеев командовал орудием взвода 45-миллиметровых орудий 2-го стрелкового батальона 218-го гвардейского стрелкового полка 77-й гвардейской стрелковой дивизии 61-й армии Центрального фронта. Отличился во время битвы за Днепр. В сентябре 1943 года расчёт Моисеева переправился через Днепр в районе села Неданчичи Репкинского района Черниговской области Украинской ССР и принял активное участие в боях за захват и удержание плацдарма на его западном берегу. В критический момент боя Моисеев остался у орудия один и, пока его товарищи вели огонь из автоматов, продолжал обстреливать противника. 27 сентября 1943 года расчёт Моисеева отразил ещё четыре немецких контратаки.
Указом Президиума Верховного Совета СССР «О присвоении звания Героя Советского Союза генералам, офицерскому, сержантскому и рядовому составу Красной Армии» от 15 января 1944 года за «образцовое выполнение боевых заданий командования по форсированию реки Днепр и проявленные при этом мужество и героизм» гвардии ефрейтор Николай Моисеев был удостоен высокого звания Героя Советского Союза с вручением ордена Ленина за номером 16713 и медали «Золотая Звезда» за номером 2964.
После окончания войны Моисеев был демобилизован. Проживал и работал в Нальчике. Скончался 8 октября 1979 года, похоронен в Нальчике.
Был также награждён двумя орденами Красной Звезды и рядом медалей.
Память
- Его именем назван бульвар в Североуральске. На этом же бульваре установлен памятный знак в честь Героя Советского Союза[3].

## Ссылка
1. Моисеев Николай Матвеевич. Сайт «Вологодская областная библиотека им. И. В. Бабушкина».

1. ↑  Памятник Герою Советского Союза Николаю Матвеевичу Моисееву. Город на Вагране (4 апреля 2020). Дата обращения: 19 февраля 2021. Архивировано 21 января 2021 года.